# 卡薩泰利峰
卡薩泰利峰（英語：Casatelli Peak）是南極洲的山峰，位於奧次地，處於普里查德峰以東4里，屬於不列顛嶺中拉文斯山脈的一部分，海拔高度約1,600米，現時由南極條約體系管理。